# Gesneria
Gesneria es un género con nueve especies de plantas herbáceas perteneciente a la familia Gesneriaceae. Es originario de América.

## Descripción
Son hierbas sufrútices, arbustos o plantas arborescentes ( que alcalzan hasta 10 m de altura). El tallo es erecto, decumbente, no ramificado. Las hojas alternas, opuestas, excepcionalmente, a veces con un corto peciolo, la  lámina membranosa o coriácea. Las inflorescencias son axilares, compuestas con pocas flores, en cimas o reducidas a flores solitarias. Sépalos connados en la base ligeramente. Corola tubular, acampanada o infundibuliforme - ventricosa, de color blanco, verde, rojo, naranja, amarillo o marrón. El fruto es una cápsula seca, dehiscente con 2 o 4 valvas. El número de cromosomas : 2n = 14 , 28, 56

## Distribución y hábitat
Se distribuyen por la región del Caribe, donde se encuentran en las rocas y acantilados en la sombra del bosque, por lo general a mayor elevación de 2000 metros.

## Etimología
El nombre del género fue nombrado en honor de Konrad von Gesner, Conradus Gesnerus) (1516-1565), un zoólogo y botánico suizo.

## Especies
- Gesneria acaulis
- Gesneria christii
- Gesneria citrina
- Gesneria cuneifolia
- Gesneria humilis
- Gesneria pedicellaris
- Gesneria pedunculosa
- Gesneria reticulata
- Gesneria ventricosa